# Henry Stephenson
Henry Stephenson Garroway (ur. 16 kwietnia 1871 na Grenadzie, zm. 24 kwietnia 1956 w San Francisco) – brytyjski aktor.

## Filmografia
- 1933: Małe kobietki
- 1935: Bunt na Bounty
- 1935: Kapitan Blood
- 1936: Młody lord Fauntleroy
- 1936: Szarża lekkiej brygady
- 1937: Książę i żebrak
- 1946 : Dzień i noc